# Irish League 1988-1989
L'Irish League 1988-1989 è stata la 88ª edizione della prima divisione del campionato nordirlandese di calcio.
Il campionato era formato da quattordici squadre e il Linfield vinse il titolo. Non vi furono retrocessioni.

## Classifica finale
| Pos. | Squadra          | G  | V  | N  | P  | GF | GS | Punti |
| ---- | ---------------- | -- | -- | -- | -- | -- | -- | ----- |
| 1    | Linfield         | 26 | 21 | 2  | 3  | 58 | 19 | 65    |
| 2    | Glentoran        | 26 | 17 | 4  | 5  | 60 | 29 | 55    |
| 3    | Coleraine        | 26 | 15 | 5  | 6  | 42 | 23 | 50    |
| 4    | Bangor           | 26 | 12 | 9  | 5  | 42 | 30 | 45    |
| 5    | Glenavon         | 26 | 13 | 5  | 8  | 47 | 34 | 44    |
| 6    | Portadown        | 26 | 10 | 9  | 7  | 29 | 19 | 39    |
| 7    | Cliftonville     | 26 | 9  | 9  | 8  | 42 | 30 | 36    |
| 8    | Carrick Rangers  | 26 | 11 | 3  | 12 | 29 | 40 | 36    |
| 9    | Ballymena United | 26 | 6  | 11 | 9  | 33 | 41 | 29    |
| 10   | Larne            | 26 | 6  | 10 | 10 | 38 | 38 | 28    |
| 11   | Newry Town       | 26 | 7  | 5  | 14 | 33 | 43 | 26    |
| 12   | Crusaders        | 26 | 5  | 5  | 16 | 22 | 47 | 20    |
| 13   | Ards             | 26 | 4  | 6  | 16 | 25 | 54 | 18    |
| 14   | Distillery       | 26 | 3  | 3  | 20 | 20 | 73 | 12    |

G = Partite giocate; V = Vittorie; N = Nulle/Pareggi; P = Perse; GF = Goal fatti; GS = Goal subiti; 